# Стара музична гімназія (Русе)
Музична гімназія (болг. Музикална гимназия, сирітський притулок пастора Вангемана) — історична будівля, будинок № 33 по вулиці Борисовій у Русе (Болгарія), пам'ятник культури. У покинутій будівлі передбачається створити приватний художньо-культурний центр.
Будівля була споруджена в 1900—1901 роках русенською протестантською громадою для німецької протестантської школи з сирітським будинком і дитячим садком. Кошти для будівництва надали євангелістські громади Русе і Бухареста, русенський пастор Теодор Вангеман кілька разів їздив до Німеччини і збирав пожертвування. Будівництво обійшлося в 320 тисяч золотих марок . Чотириповерхову будівлю в еклектичному стилі, що поєднує неокласицизм і неоготику, пишно оздоблену орнаментами і колонами, спроектував архітектор Удо Рибау. Будівництвом керував інженер Тодор Тонєв, на завершальній стадії — німецький інженер Мербах
Німецька протестантська школа була урочисто відкрита 5 жовтня 1905 року, а в 1909 році перетворена в середню бізнес-школу. Школу відвідували діти жителів німецької колонії і видатних русенських купецьких родин, сирітський будинок приймав дітей незалежно від стану і національності, але виховував в протестантському дусі. В кінці Першої світової війни, восени 1918 року, школа була конфіскована болгарською владою як німецька власність. Будівлю, що постраждала від румунських бомбардувань, після війни було відремонтовано. Тут розміщувалися послідовно французька чоловіча гімназія Св. Йосипа, прогімназія Петра Берона (з 1935), Державний технологічний університет (з 1945), школа трудових резервів Заводу сільськогосподарських машин і, нарешті, музична гімназія. У 1973 році будівлю оголошено пам'ятником культури .
Будівля була серйозно пошкоджена в результаті Карпатського землетрусу 1977 року . У 1980-х роках конструкція була посилена, але будівля так і залишилася покинутою до тих пір, поки в 2007 році на аукціоні її не придбали брати Бобокови. Брати повинні були інвестувати в реконструкцію будівлі € 1,000,000 і перетворити її в культурний і мистецький центр.

Поруч з музичної гімназією перебуває русенська баптистська церква. 

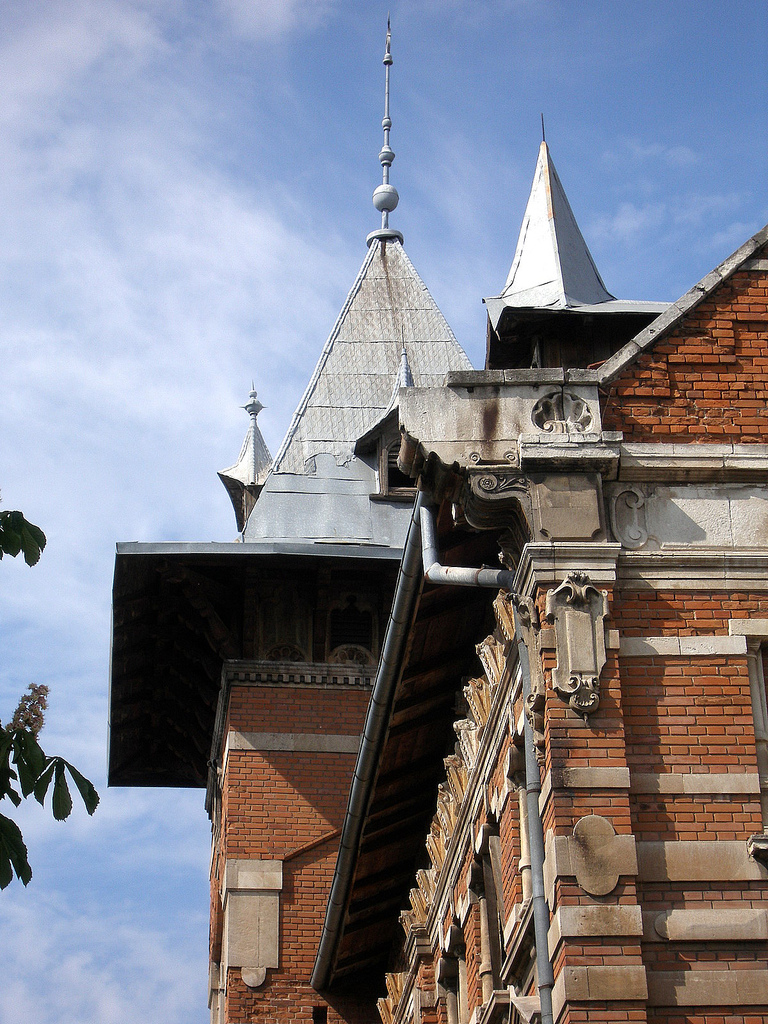
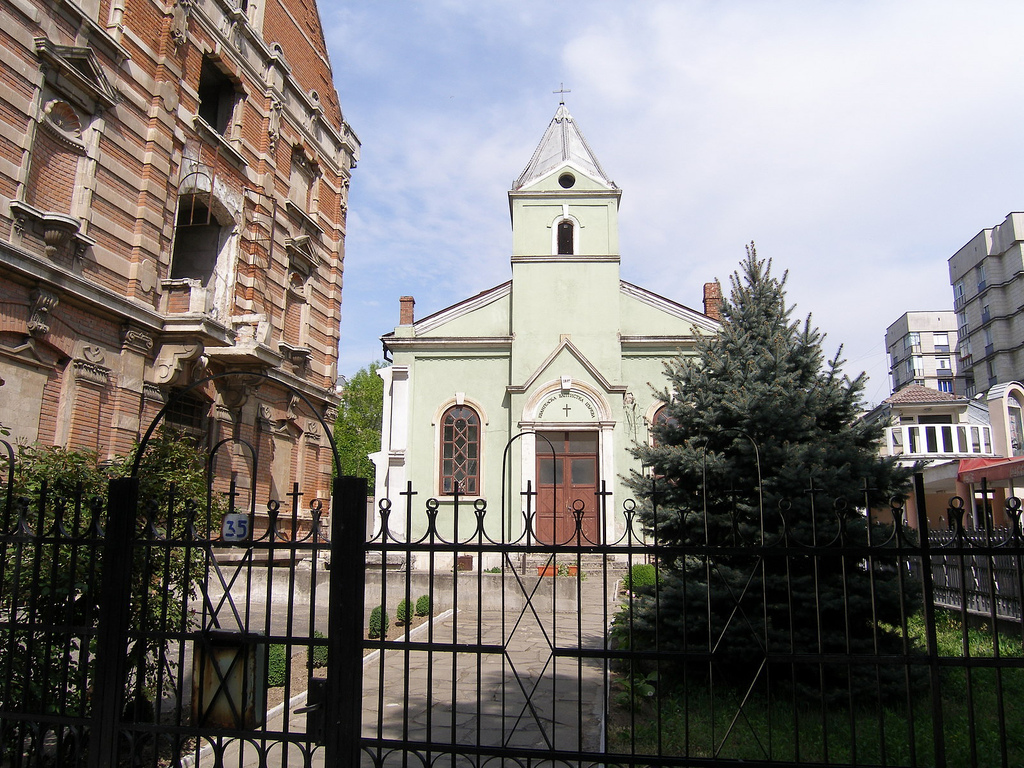
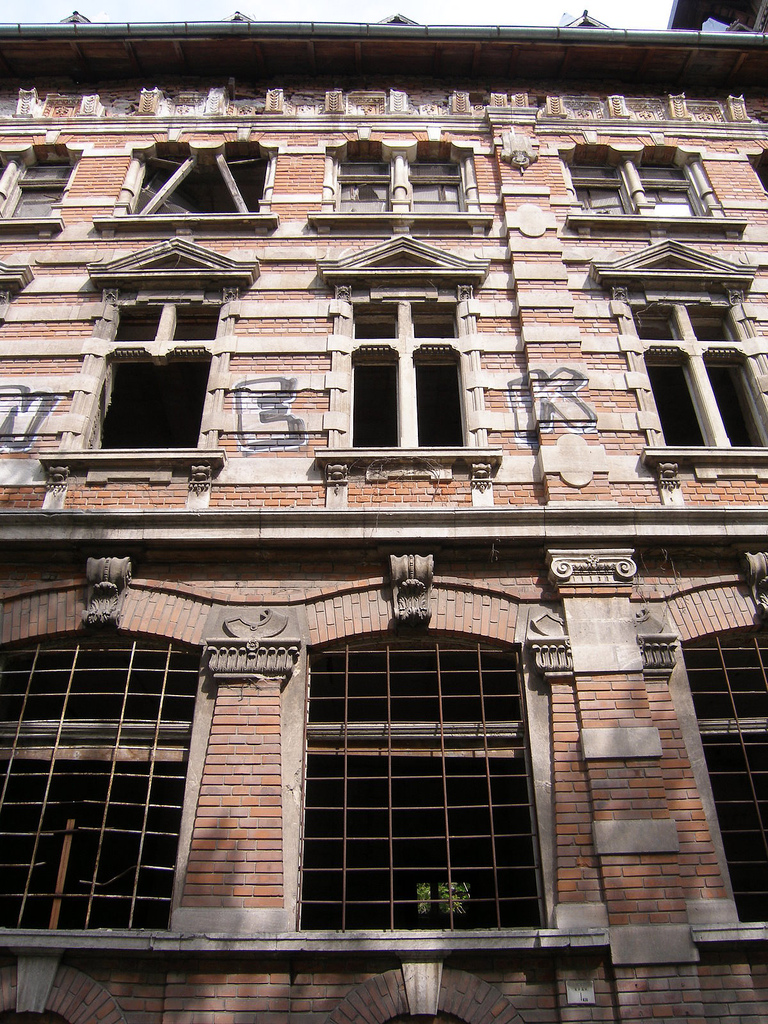